# بيترو بيراردي
بيترو بيراردي (بالإيطالية: Simone Berardi)‏ (30 أكتوبر 1979 - ) هو لاعب كرة قدم إيطالي في مركز الوسط. لعب مع يو أس بركوليتزه 1932 ولاتينا كالتشيو وVastese Calcio 1902 ‏ ونادي بوتنزا وACD Nardò ‏ وPaganese Calcio 1926 ‏ وASD Victor San Marino ‏.

## وصلات خارجية
- بيترو بيراردي على موقع قاعدة بيانات كرة القدم.إي يو (الإنجليزية)